# Dipsizgöl, Kaynaşlı
Dipsizgöl là một xã thuộc huyện Kaynaşlı, tỉnh Düzce, Thổ Nhĩ Kỳ. Dân số thời điểm năm 2010 là 760 người.